# Wikipedia tiếng Silesia
Wikipedia tiếng Silesia là một phiên bản Wikipedia, một bách khoa toàn thư mở.